# Phacus hispidulus
Phacus hispidulus is een soort in de taxonomische indeling van de Euglenozoa. Deze micro-organismen zijn eencellig en meestal rond de 15-40 mm groot. Het organisme komt uit het geslacht Phacus en behoort tot de familie Phacaceae. Phacus hispidulus werd in 1910 ontdekt door Lemmermann.